# Src (gen)
Src je proto-onkogenska tirozinska kinaza. Src su otkrili Mihael Bišop i Harold Varmus. Za ovo otkriće im je dodeljena Nobelova nagrada za fiziologiju ili medicinu 1989. godine. Ova kinaza pripada familiji nespecifičnih proteinskih tirozinskih kinaza koja se naziva  familijom kinaza. Otkriće Src porodice proteina je imalo presudnu ulogu u modernom shvatanju rak kao bolesti u kojoj se inače zdrava ćelijska signalizacija pokvari.
Ovaj gen je sličan sa v-src genom Rous sarkoma virusa. Ovaj proto-onkogen može da igra ulogu u regulisanju embrionalnog razvoja i rasta ćelija. Proteinska kinaza koju ovaj gen kodira se može inhibirati fosforilacijom c-SRC kinazom. Mutacije ovog gena mogu da učestvuju u malignom razvoju raka debelog creva. Dve transkriptne varijante koje kodiraju isti protein su nađene za ovaj gen.

## Interactions
Za Src gen je bilo pokazano da interaguje sa GRIN2A, , , Jedreni translokator arilnog ugljovodoničnog receptora, Aryl hydrocarbon receptor, , ,  receptor , Androgenski receptor, Proteinska kinaza Mζ, , , Beta-3 adrenergički receptor, Kinaza beta adrenergičkog receptora, Receptor epidermalnog faktora rasta, , , , Distroglikan, Estrogenski receptor alfa, Estrogenski receptor beta, , , DDEF1, , , , SHB, , Faktor responsa seruma, , Receptor retinoiske kiseline alfa, Protein Viskot-Oldrić sindroma, RICS,  proteinski activator 1,  i GNB2L1.

## Literatura
- Frame MC, Fincham VJ, Carragher NO, Wyke JA (2002). „v-Src's hold over actin and cell adhesions”. Nat. Rev. Mol. Cell Biol. 3 (4): 233—45. PMID 11994743. doi:10.1038/nrm779.
- Benaim G, Villalobo A (2002). „Phosphorylation of calmodulin. Functional implications”. Eur. J. Biochem. 269 (15): 3619—31. PMID 12153558. doi:10.1046/j.1432-1033.2002.03038.x.
- Simeonova PP, Luster MI (2003). „Arsenic carcinogenicity: relevance of c-Src activation”. Mol. Cell. Biochem. 234-235 (1-2): 277—82. PMID 12162444. doi:10.1023/A:1015971118012.
- Leu TH, Maa MC (2004). „Functional implication of the interaction between EGF receptor and c-Src”. Front. Biosci. 8: s28—38. PMID 12456372. doi:10.2741/980.
- AL, Greenway; Holloway G; DA, McPhee;  . (2004). „HIV-1 Nef control of cell signalling molecules: multiple strategies to promote virus replication”. J. Biosci. 28 (3): 323—35. PMID 12734410. doi:10.1007/BF02970151.
- Dehm SM, Bonham K (2004). „SRC gene expression in human cancer: the role of transcriptional activation”. Biochem. Cell Biol. 82 (2): 263—74. PMID 15060621. doi:10.1139/o03-077.
- M, Tolstrup; Ostergaard L; AL, Laursen;  . (2004). „HIV/SIV escape from immune surveillance: focus on Nef”. Curr. HIV Res. 2 (2): 141—51. PMID 15078178. doi:10.2174/1570162043484924.
- Joseph AM, Kumar M, Mitra D (2005). „Nef: "necessary and enforcing factor" in HIV infection”. Curr. HIV Res. 3 (1): 87—94. PMID 15638726. doi:10.2174/1570162052773013.
- R, Roskoski (2005). „Src kinase regulation by phosphorylation and dephosphorylation”. Biochem. Biophys. Res. Commun. 331 (1): 1—14. PMID 15845350. doi:10.1016/j.bbrc.2005.03.012.
- Alper O, Bowden ET (2005). „Novel insights into c-Src”. Curr. Pharm. Des. 11 (9): 1119—30. PMID 15853660. doi:10.2174/1381612053507576.